# Dendrobium terrestre
Dendrobium terrestre är en orkidéart som beskrevs av Johannes Jacobus Smith. Dendrobium terrestre ingår i släktet Dendrobium, och familjen orkidéer. Inga underarter finns listade i Catalogue of Life.